# Lista de países por número de usuários de Internet
Esta é uma lista de países por número de usuários de Internet em 2020. Usuários da Internet são as pessoas que utilizaram a Internet nos últimos doze meses, a partir de qualquer dispositivo. É a porcentagem da população de um país que são usuários da Internet. As estimativas resultam de pesquisas domiciliares ou de dados de assinatura de Internet.
Todos os estados membros da Organização das Nações Unidas estão incluídos, exceto a Coreia do Norte, cujo número de usuários de internet é estimado em alguns milhares.
Dados da Statista e Internet World Stats estimam que o número total de usuários de internet em 2021 esteja entre 4,3 bilhões a 5 bilhões de usuários ativos.
|                                                               | 2005        | 2010        | 2013a       | 2017        | 2019a        |
| População mundial                                             | 6,5 bilhões | 6,9 bilhões | 7,1 bilhões | 7,4 bilhões | 7,75 bilhões |
| Usuários em todo o mundo                                      | 16%         | 30%         | 39%         | 48%         | 53,6%        |
| Usuários nos países em desenvolvimento                        | 8%          | 21%         | 31%         | 41,3%       | 47%          |
| Usuários nos países desenvolvidos                             | 51%         | 67%         | 77%         | 81%         | 86,6%        |
| a Estimativa. Fonte: União Internacional de Telecomunicações. |             |             |             |             |              |

| Região                                                        | 2005 | 2010 | 2013 | 2017  | 2019a |
| África                                                        | 2%   | 10%  | 16%  | 21,8% | 28,2% |
| América                                                       | 36%  | 49%  | 61%  | 65.9% | 77,2% |
| Estados Árabes                                                | 8%   | 26%  | 38%  | 43,7% | 51,6% |
| Ásia e Pacífico                                               | 9%   | 23%  | 32%  | 43,9% | 48,4% |
| Comunidade dos Estados Independentes                          | 10%  | 34%  | 52%  | 67,7% | 72,2% |
| Europa                                                        | 46%  | 67%  | 75%  | 79,6% | 82,5% |
| a Estimativa. Fonte: União Internacional de Telecomunicações. |      |      |      |       |       |

## Tabela
| País ou área                   | Sub-região          | Região  | Usuários da internet | População     | Fontes        | Ano  |
| ------------------------------ | ------------------- | ------- | -------------------- | ------------- | ------------- | ---- |
| China                          | Ásia Oriental       | Ásia    | 1.032.000.000        | 1.425.893.465 | [ 11 ]        | 2021 |
| Índia                          | Ásia Meridional     | Ásia    | 824.890.000          | 1.407.563.842 | [ 12 ]        | 2022 |
| Estados Unidos                 | América do Norte    | América | 307.200.000          | 336.997.624   | [ 13 ]        | 2022 |
| Indonésia                      | Sudeste Asiático    | Ásia    | 196.000.000          | 273.753.191   | [ 14 ] [ 15 ] | 2020 |
| Brasil                         | América do Sul      | América | 183.583.750          | 212.583.750   | [ 16 ]        | 2024 |
| Nigéria                        | África Ocidental    | África  | 136.203.231          | 213.401.323   | [ 17 ]        | 2020 |
| Rússia                         | Leste Europeu       | Europa  | 129.800.000          | 145.102.755   | [ 18 ] [ 19 ] | 2022 |
| Bangladesh                     | Ásia Meridional     | Ásia    | 126.210.000          | 169.356.251   | [ 20 ]        | 2022 |
| Paquistão                      | Ásia Meridional     | Ásia    | 119.000.000          | 231.402.117   | [ 21 ] [ 22 ] | 2021 |
| Japão                          | Ásia Oriental       | Ásia    | 117.400.000          | 124.612.530   | [ 23 ]        | 2021 |
| México                         | América Central     | América | 92.010.000           | 126.705.138   | [ 24 ]        | 2021 |
| Irã                            | Sudoeste Asiático   | Ásia    | 78.086.663           | 87.923.432    | [ 25 ]        | 2020 |
| Alemanha                       | Europa Ocidental    | Europa  | 77.794.405           | 83.408.554    | [ 26 ]        | 2021 |
| Filipinas                      | Sudeste Asiático    | Ásia    | 73.003.313           | 113.880.328   | [ 27 ]        | 2021 |
| Turquia                        | Europa Meridional   | Europa  | 69.945.905           | 84.775.404    | [ 28 ]        | 2022 |
| Vietnã                         | Sudeste Asiático    | Ásia    | 68.172.134           | 97.468.029    | [ 29 ]        | 2021 |
| Reino Unido                    | Europa Setentrional | Europa  | 65.001.016           | 67.281.039    | [ 30 ]        | 2021 |
| França                         | Europa Ocidental    | Europa  | 59.470.000           | 64.531.444    | [ 31 ]        | 2021 |
| Egito                          | Norte de África     | África  | 54.740.141           | 109.262.178   | [ 32 ]        | 2021 |
| Coreia do Sul                  | Ásia Oriental       | Ásia    | 49.421.084           | 51.830.139    | [ 33 ]        | 2021 |
| Espanha                        | Europa meridional   | Europa  | 42.400.756           | 47.486.935    | [ 34 ]        | 2021 |
| Tailândia                      | Sudeste Asiático    | Ásia    | 54.043.108           | 71.601.103    | [ 35 ]        | 2020 |
| Itália                         | Europa meridional   | Europa  | 50.540.000           | 59.240.329    | [ 36 ]        | 2021 |
| Polônia                        | Leste Europeu       | Europa  | 34.697.848           | 38.307.726    | [ 37 ]        | 2020 |
| Canadá                         | América do Norte    | América | 33.950.632           | 38.155.012    | [ 38 ]        | 2021 |
| Argentina                      | América do Sul      | América | 39.790,00            | 45,407,904    | [ 39 ]        | 2022 |
| África do Sul                  | África Austral      | África  | 31,858,027           | 59.392.255    | [ 40 ]        | 2021 |
| Colômbia                       | América do Sul      | América | 30,548,252           | 51.516.562    | [ 41 ]        | 2021 |
| Arábia Saudita                 | Sudoeste Asiático   | Ásia    | 27,048,861           | 35.950.396    | [ 42 ]        | 2021 |
| Malásia                        | Sudeste Asiático    | Ásia    | 25,343,685           | 33.573.874    | [ 43 ]        | 2021 |
| Ucrânia                        | Leste Europeu       | Europa  | 31,100,000           | 43.531.422    | [ 44 ]        | 2022 |
| Argélia                        | Norte de África     | África  | 26.350.000           | 44.177.969    | [ 45 ]        | 2021 |
| Marrocos                       | Norte de África     | África  | 22,072,765           | 37.076.584    | [ 46 ]        | 2021 |
| Taiwan                         |                     | Ásia    | 21,920,626           | 23.859.912    |               | 2021 |
| Austrália                      |                     | Oceania | 21,159,515           | 25.921.089    |               | 2021 |
| Venezuela                      |                     | América | 20,564,451           | 28.199.867    |               | 2021 |
| Etiópia                        |                     | África  | 19,543,075           | 120.283.026   |               | 2021 |
| Iraque                         |                     | Ásia    | 18,892,351           | 43.533.592    |               | 2021 |
| Usbequistão                    |                     | Ásia    | 16,692,456           | 34.081.449    |               | 2021 |
| Mianmar                        |                     | Ásia    | 16,374,103           | 53.798.084    |               | 2021 |
| Países Baixos                  |                     | Europa  | 15,877,494           | 17.501.696    |               | 2021 |
| Peru                           |                     | América | 15,674,241           | 33.715.471    |               | 2021 |
| Chile                          |                     | América | 14,864,456           | 19.493.184    |               | 2021 |
| Cazaquistão                    |                     | Ásia    | 13,913,699           | 19.196.465    |               | 2021 |
| Romênia                        |                     | Europa  | 12,545,558           | 19.328.560    |               | 2021 |
| Sudão                          |                     | África  | 12,512,639           | 45.657.202    |               | 2021 |
| Gana                           |                     | África  | 15,065,541           | 32.833.031    |               | 2021 |
| Costa do Marfim                |                     | África  | 10,650,818           | 27.478.249    |               | 2021 |
| Uganda                         |                     | África  | 10,162,807           | 45.853.778    |               | 2021 |
| Bélgica                        |                     | Europa  | 10,021,242           | 11.611.419    |               | 2021 |
| Suécia                         |                     | Europa  | 9,554,907            | 10.467.097    |               | 2021 |
| Equador                        |                     | América | 9,521,056            | 17.797.737    |               | 2021 |
| Tanzânia                       |                     | África  | 30,000,000           | 63.588.334    |               | 2021 |
| Emirados Árabes Unidos         |                     | Ásia    | 8,913,217            | 9.365.145     |               | 2021 |
| Quênia                         |                     | África  | 8,861,485            | 53.005.614    |               | 2021 |
| República Checa                |                     | Europa  | 8,358,728            | 10.510.751    |               | 2021 |
| Suíça                          |                     |         |                      | 8.691.406     |               | 2021 |
| Grécia                         |                     |         |                      | 10.445.365    |               | 2021 |
| Azerbaijão                     |                     |         |                      | 10.312.992    |               | 2021 |
| Áustria                        |                     |         |                      | 8.922.082     |               | 2021 |
| Portugal                       |                     |         |                      | 10.290.103    |               | 2021 |
| Iêmen                          |                     |         |                      | 32.981.641    |               | 2021 |
| Hungria                        |                     |         |                      | 9.709.786     |               | 2021 |
| Sri Lanka                      |                     |         |                      | 21.773.441    |               | 2021 |
| Bielorrússia                   |                     |         |                      | 9.578.167     |               | 2021 |
| República Democrática do Congo |                     |         |                      | 95.894.118    |               | 2021 |
| República Dominicana           |                     |         |                      | 11.117.873    |               | 2021 |
| Guatemala                      |                     |         |                      | 17.608.483    |               | 2021 |
| Israel                         |                     |         |                      | 8.900.059     |               | 2021 |
| Hong Kong                      |                     |         |                      | 0             |               | 2021 |
| Jordânia                       |                     |         |                      | 11.148.278    |               | 2021 |
| Tunísia                        |                     |         |                      | 12.262.946    |               | 2021 |